# Orlando Bauzón
Orlando Bauzón (Calasiao, 17 novembre 1944 – Quezon City, 5 settembre 2020) è stato un cestista e allenatore di pallacanestro filippino.

## Carriera
Con le Filippinedisputò i Giochi olimpici di Città del Messico 1968.
Orlando Bauzón è morto nel settembre 2020.